# Appleseed Alpha
Pour plus de détails, voir Fiche technique et Distribution.
Appleseed Alpha (stylisé Appleseed α) est un film japonais réalisé par Shinji Aramaki, sorti en 2014. Il s'agit du troisième film tiré du manga Appleseed.

## Fiche technique
- Titre : Appleseed Alpha
- Réalisation : Shinji Aramaki
- Scénario : Marianne Krawczyk et Masamune Shirow d'après Appleseed
- Musique : Tetsuya Takahashi
- Production : Joseph Chou
- Société de production : Sola Digital Arts, Stage 6 Films (en) et Lucent Pictures Entertainment
- Société de distribution :
- Pays de production :  Japon et  États-Unis
- Genre : Animation, action, science-fiction
- Durée : 93 minutes
- Dates de sortie : 
  - États-Unis : 15 juillet 2014 (Internet)
  - Japon : 17 janvier 2015

## Doublage
- Yuka Komatsu (VFB : Mélanie Dermont) : Deunan Knute
- Junichi Suwabe (VFB : Jean-Michel Vovk) : Briareos Hecatonchires
- Aoi Yūki (VFB : Claire Tefnin) : Iris
- Hiroki Takahashi (VFB : Philippe Allard) : Olson
- Hiroki Touchi (VFB : Michelangelo Marchese) : Talos
- Kaori Nazuka (VFB : Naïma Ostrowski) : Nyx
- Katsunosuke Hori (VFB : Pascal Gruselle) : Matthews
- Tesshō Genda (VFB : Philippe Résimont) : Deux Cornes

- Version française
  - Studio de doublage : Rec'N Roll 
  - Direction artistique : David Macaluso[2]
  - Adaptation : Gilles Coiffard